# 2005年3月逝世人物列表
2005年逝世人物列表：1月 - 2月 - 3月 - 4月 - 5月 - 6月 - 7月 - 8月 - 9月 - 10月 - 11月 - 12月
2005年3月逝世人物列表，是用于汇总2005年3月期间逝世人物的列表。

## 依日期排序

### 1日
- 茜茜·范·本內科姆（Cissy van Bennekom），93歲，荷蘭電影女演員。[1]
- 沃爾特·哈洛蘭（Walter Halloran）牧師，83歲，美國牧師，曾參加《驅魔人》所依據的驅魔活動。
- 亨利·約翰內森，81歲，挪威足球運動員。[2]
- 布萊恩·勒克赫斯特（Brian Luckhurst），66歲，英國板球運動員，癌症。[3]
- 彼得·瑪律金（Peter Malkin），77歲，以色列摩薩德特工，俘虜阿道夫·艾希曼（Adolf Eichmann）的人。[4]
- 霍尔格·努尔梅拉（Holger Nurmela），84歲，瑞典冰球、足球和班迪球員兼經理。[5]
- 伊日·特尔恩卡，78歲，捷克斯洛伐克足球運動員。[6]

### 2日
- 馬丁·丹尼（Martin Denny），93歲，美國異國情調音樂流派的創始人，樂隊領隊。[7]
- Hermann Dörnemann，111歲，德國超級百歲老人，第一次世界大戰老兵，心力衰竭。
- 蒂莉·福勒（Tillie K. Fowler），62歲，美國政治家，四屆佛羅里達州國會女議員。[8]
- Elmar Huseynov，37歲，亞塞拜然記者，兇殺案。[9]
- 維克多·卡皮托諾夫（Viktor Kapitonov），71歲，俄羅斯公路自行車運動員。[10]
- 里克·馬勒（Rick Mahler），51歲，美國棒球投手，心臟病發作。[11]
- 馬里奧·莫雷諾，69歲，智利足球運動員，癌症。
- 科拉多·帕尼（Corrado Pani），68歲，義大利演員和配音演員，癌症。

### 3日
- 喬治·阿特金森（George Atkinson），69歲，美國商人，錄像租賃的發明者。[12]
- 詹姆斯·科貝特（James Corbett），96歲，澳大利亞政治家。
- 馬克斯·費舍爾，96歲，美國百萬富翁慈善家，入選福布斯400強。[13]
- 里努斯·蜜雪兒斯，77歲，荷蘭足球運動員和教練，前荷蘭國家足球隊教練。[14]
- Raveendran，61歲，印度作曲家和重唱歌手，肺癌。
- Guylaine St-Onge，39歲，加拿大女演員（《地球：最終衝突》《Fast Track》《天使之眼》），癌症。

### 4日
- Mihai Brediceanu，84歲，羅馬尼亞音樂家。[15]
- 尼古拉·卡利帕里（Nicola Calipari），51歲，義大利情報官員，在伊拉克被美軍槍殺。[16]
- 扬·卡斯珀，72歲，捷克冰球運動員。[17]
- 尤里·克拉夫琴科（Yuriy Kravchenko），53歲，烏克蘭政治家，烏克蘭前內政部長，自殺。
- 托尼·羅馬諾（Tony Romano），89歲，美國爵士吉他手和歌手。
- 卡洛斯·謝爾曼（Carlos Sherman），70歲，烏拉圭出生的白俄羅斯翻譯和作家。

### 5日
- 喬治·沃斯利·亞當森（George Worsley Adamson），92歲，美國出生的英國插畫家。
- Sergiu Comissiona，76歲，羅馬尼亞管弦樂隊指揮，心臟病發作。[18]
- 莫裡斯·恩格爾（Morris Engel），86歲，美國攝影師、電影攝影師和電影製片人。[19]
- 萬斯·格裡，75歲，美國動畫師和編劇（《貴族貓》、《大力神》、《狐狸與獵犬》），癌症。[20]
- 大衛·謝潑德（David Sheppard），75歲，英國板球運動員和英格蘭教會主教，癌症。[21]
- 利奧·溫特斯（Leo Winters），82歲，美國律師，美國奧克拉荷馬州第11任州財政部長。

### 6日
- Larned B. Asprey，85歲，美國化學家。
- 汉斯·贝特（Hans Bethe），98歲，德國出生的美國諾貝爾物理學獎獲得者，發現了恆星聚變。[22]
- 丹尼·加德拉（Danny Gardella），85歲，美國棒球運動員，紐約巨人隊外野手，心臟病發作。[23]
- 漢斯·馮·德·格羅本（Hans von der Groeben），97歲，德國外交官、律師和記者。
- 拉斯·馬林，70歲，美國影視演員。
- 格拉迪丝·马林（Gladys Marín），63歲，智利共產主義政治家，癌症。[24]
- 查克·湯普森（Chuck Thompson），83歲，美國巴爾的摩金鶯隊廣播員，中風后併發症。
- 湯米·萬斯（Tommy Vance），64歲，英國電臺DJ和電視節目主持人，中風。[25]
- 桑迪·沃德，78歲，美國影視演員。
- 特雷莎·赖特（Teresa Wright），86歲，美國女演員（《米尼弗夫人》《懷疑的陰影》《我們生命中最美好的歲月》），心臟病發作。[26]

### 7日
- 沃爾特·阿倫特，80歲，德國政治家。
- 約翰·博克斯，85歲，英國製片設計師（《阿拉伯的勞倫斯》、《日瓦戈醫生》、《奧利弗》），四次奧斯卡獎得主。
- 威利斯·霍爾（Willis Hall），75歲，英國劇作家，廣播，電視和電影作家。[27]
- 黛布拉·希爾，54歲，美國編劇和電影製片人（《萬聖節》《逃離紐約》《漁王》），癌症。[28]
- 比爾達德·卡吉亞（Bildad Kaggia），82歲，肯亞政治家。
- 菲力浦·拉曼蒂亞（Philip Lamantia），77歲，美國超現實主義詩人。[29]
- Peregrine Rhodes爵士，79歲，英國外交官，駐希臘大使（1982-1985）[30]

### 8日
- 羅斯·本森（Ross Benson），56歲，《每日郵報》英國記者，屢獲殊榮的外國記者。[31]
- 拉裡·邦克（Larry Bunker），76歲，美國爵士鼓手。[32]
- 愛麗絲·湯瑪斯·埃利斯（Alice Thomas Ellis），72歲，英國作家，肺癌。[33]
- 戈登·凱，88歲，美國電影製片人。
- 彼得·基特曼（Peter Keetman），88歲，德國攝影師。
- 祖爾菲卡爾·阿裡·汗，74歲，巴基斯坦空軍軍官，後來成為外交官，心臟病發作。
- 塞薩爾·拉特斯（César Lattes），80歲，巴西物理學家，對基本粒子物理學做出了貢獻。[34]
- 阿斯兰·马斯哈多夫，53歲，車臣分離主義領導人，被俄羅斯軍隊殺害。[35]
- 布麗吉特·米拉，94歲，德國戲劇演員。[36]

### 9日
- 梅雷迪思·大衛斯（Meredith Davies），82歲，英國指揮。[37]
- 葛籣·大衛斯（Glenn Davis），80歲，美式橄欖球運動員，海斯曼獎盃得主，前列腺癌。[38]
- 希拉·吉什（Sheila Gish），62歲，英國女演員（Company，Highlander，Mansfield Park），癌症。[39]
- 克裡斯·勒杜克斯（Chris LeDoux），56歲，美國鄉村音樂和牛仔競技明星，肝癌併發症。[40]
- 威廉·默里，78歲，美國懸疑小說家。[41]
- 涅尔什·伊什特万，80歲，匈牙利足球運動員。
- 邁克爾·奧希金斯（Michael O'Higgins），87歲，愛爾蘭Fine Gael政治家。[42]
- 珍妮特·施密德（Jeanette Schmid），80歲，德奧職業變性人吹口哨。[43]
- 雷德蒙德·西蒙森（Redmond A. Simonsen），62歲，美國遊戲設計師。[44]

### 10日
- 戴夫·艾倫（Dave Allen），68歲，愛爾蘭喜劇演員，心律失常猝死綜合症。[45]
- Debbi Besserglick，49歲，以色列女演員和配音演員，癌症。[46]
- Ery Bos，96歲，德國舞蹈家和電影女演員。
- 丹尼·喬·布朗（Danny Joe Brown），53歲，美國歌手（Molly Hatchet），腎功能衰竭。
- Shawqi Daif，95歲，阿拉伯文學評論家和歷史學家。[47]
- 肯特·哈德利（Kent Hadley），70歲，美國棒球運動員。[48]
- Mindy Jostyn，48歲，美國歌手和多樂器演奏家，癌症。
- 布鲁诺·曼瑟（Bruno Manser），45歲，瑞士環保活動家。
- 傑奎琳·皮埃爾（Jacqueline Pierreux），82歲，法國影視女演員。[49]
- Zilka Salaberry，87歲，巴西女演員，肺氣腫。

### 11日
- 奧雷利奧·菲耶羅（Aurelio Fierro），81歲，義大利演員和歌手，擅長那不勒斯方言的歌曲。[50]
- 凱倫·懷恩·方斯塔德（Karen Wynn Fonstad），59歲，美國製圖師和學者，虛構世界地圖集的作者，乳腺癌。
- 漢弗萊·斯潘德（Humphrey Spender），94歲，英國攝影記者，主要為《圖片郵報》（Picture Post）撰稿。[51]
- Cherry Drummond，第16代斯特蘭奇男爵夫人，76歲，英國傳記作家，上議院世襲同儕。
- 赫伯特·亞瑟·施特勞斯（Herbert Arthur Strauss），86歲，德裔美國歷史學家。[52]

### 12日
- 亚历山大·阿塔纳茨科维奇，84歲，塞爾維亞足球運動員。[53]
- 諾伯特·卡倫斯（Norbert Callens），80歲，比利時自行車手。[54]
- 比爾·卡梅倫（Bill Cameron），62歲，加拿大記者，癌症。
- 阿米爾·德羅里（Amir Drori），67歲，以色列將軍，以色列古物管理局創始人，心臟病發作。
- 道格拉斯·埃利奧特（Douglas Elliot），81歲，蘇格蘭國際橄欖球聯盟球員。
- 麗莎·菲特科（Lisa Fittko），95歲，二戰期間的德國抵抗運動成員，肺炎。[55]
- 斯坦利·葛籣茨（Stanley Grenz），55歲，美國hristian神學家，顱內動脈瘤。[56]
- Amanullah Khan，71歲，巴基斯坦板球裁判員。[57]
- Stavros Kouyioumtzis，73歲，希臘音樂作曲家。
- 茲比格涅夫·庫日明斯基，83歲，波蘭電影導演和編劇。[58]

### 13日
- 林恩·柯林斯（Lyn Collins），56歲，美國靈魂歌手，又名“女傳教士”，心臟病發作。
- 艾哈邁德·哈桑·迪里亞，67歲，坦尚尼亞政治家和外交官，外交部長（1990-1993年）。
- 傑森·埃弗斯（Jason Evers），83歲，美國演員（《不會死的大腦》），心臟病發作。[59]
- 弗蘭克·豪斯（Frank House），75歲，美國棒球運動員，阿拉巴馬州立法者。[60]
- 哈爾·西格，87歲，美國動畫卡通製片人和導演。
- 平義久，67歲，日本出生的法國作曲家。[61]

### 14日
- 斯坦·坎貝爾（Stan Campbell），74歲，美國NFL橄欖球運動員。[62]
- 傑羅姆·弗蘭克（Jerome Frank），95歲，美國精神病學家。[63]
- 珍妮特·雷格（Janet Reger），69歲，英國女士內衣設計師。
- 唐納德·湯普森，73歲，英國政治家。[64]
- 現年55歲的西蒙·韋伯（Simon Webb）是居住在瑞典的英國國際象棋大師，被刺傷。[65]
- 吉泽章，94歲，日本折紙大師，肺炎。

### 15日
- 伦佐·阿尔韦拉，72歲，義大利雪橇運動員，奧運會銀牌得主。[66]
- 奧黛麗·卡拉漢，卡迪夫的卡拉漢男爵夫人，89歲，第一夫人（1976-1979），阿爾茨海默病。
- Loe de Jong，90歲，荷蘭歷史學家。[67]
- 唐·杜蘭特，82歲，美國演員（約翰尼·林戈）和歌手，淋巴瘤。[68]
- Otar Korkia，81歲，喬治亞籃球運動員。[69]
- Miklós Kretzoi，98歲，匈牙利地質學家、古生物學家和古人類學家。
- 比尔·麦加里，77歲，英格蘭足球經理。[70]
- 西尾昭二，77歲，日本合氣道老師，擁有合氣會的8段時涵軍銜，癌症。
- 伯特·普龍克（Bert Pronk），54歲，荷蘭公路自行車手，癌症。[71]
- 裘蒂思·斯科特（Judith Scott），61歲，美國纖維雕塑家和局外人藝術家。

### 16日
- Arciso Artesiani，83歲，義大利摩托車賽車手。
- 托德·貝爾（Todd Bell），47歲，美國橄欖球運動員（芝加哥熊隊），心臟病發作。[72]
- Bijeh，30歲，伊朗連環殺手，自殺。
- 威廉·布朗（William Brown），76歲，英國結構工程師和橋樑設計師。
- 塞爾吉烏·庫內斯庫，82歲，羅馬尼亞政治家，羅馬尼亞社會民主黨（PSDR）領導人（1990-2001）。
- Timofei Dokshizer，83歲，蘇俄小號手和音樂教師。[73]
- 拉爾夫·厄斯金（Ralph Erskine），91歲，英國建築師（Byker Wall）。
- Jean-Pierre Genet，64歲，法國公路自行車賽車手。[74]
- 安東尼·喬治（Anthony George），84歲，美國演員，肺氣腫。[75]
- 艾倫·亨德里克斯（Allan Hendrickse），77歲，南非政治家，心臟病發作。
- 賈斯汀·海因茲（Justin Hinds），62歲，牙買加歌手和詞曲作者，肺癌。
- 克裡斯·范德克勞（Chris van der Klaauw），80歲，荷蘭政治家和外交官。[76]
- 威廉·雷曼（William Lehman），91歲，美國政治家，代表佛羅里達州戴德縣參加美國國會。
- 迪克·拉達茨（Dick Radatz），67歲，美國棒球運動員，從高處自殺。[77]
- John Tojeiro，81歲，工程師和賽車設計師。

### 17日
- 加里·貝爾蒂尼（Gary Bertini），77歲，以色列指揮家和作曲家。[78]
- 傑里米·布萊克（Jeremy Blacker），65歲，英國陸軍上將。
- 邁克·坎貝爾-拉默頓（Mike Campbell-Lamerton），71歲，英國軍官和橄欖球運動員，前列腺癌。
- 歐內斯特·柴爾德斯（Ernest Childers），87歲，美國陸軍軍官，榮譽勳章獲得者，以表彰他在二戰期間的行為。[79]
- 克勞斯·迪爾克斯（Klaus Dierks），69歲，德裔納米比亞政府副部長兼土木工程師。
- 羅伊斯·弗裡斯（Royce Frith），81歲，加拿大參議員。
- 普倫蒂斯·高特（Prentice Gautt），67歲，美國NFL橄欖球運動員。[80]
- 拉洛·格雷羅（Lalo Guerrero），88歲，美國奇卡諾音樂之父。[81]
- 斯韋雷·霍爾姆（Sverre Holm），73歲，挪威演員，癌症。
- 乔治·凯南（George F. Kennan），101歲，美國外交官和歷史學家。[82]
- 大衛·利特爾（David Little），46歲，美國橄欖球運動員，（匹茲堡鋼人隊），意外死亡。
- 諾姆·馬格（Norm Mager），78歲，美國籃球運動員，癌症。[83]
- Jean M. Muller，79歲，法國橋樑工程師。
- 安德列·諾頓，93歲，美國科幻小說和奇幻作家。[84]
- 切斯瓦夫·斯瓦尼亞（Czesław Słania），83歲，波蘭郵票和紙幣雕刻師。
- 拉斯洛·費耶斯·托特，90歲，匈牙利數學家。[85]
- 西奧多·烏普曼（Theodor Uppman），85歲，美國歌劇男中音。[86]

### 18日
- Ömer Diler，60歲，土耳其錢幣學家，專門研究伊斯蘭硬幣，肺癌。[87]
- Encarnación Cabré Herreros，93歲，西班牙考古學家。[88]
- 索爾·利諾維茨，91歲，美國外交官和企業家。[89]
- 瑪麗亞·羅西爾斯（Maria Rosseels），88歲，比利時作家和記者。[90]

### 19日
- 約翰·德羅蘭（John DeLorean），80歲，美國汽車設計師和製造商，中風。[91]
- 維姆·范德吉普，76歲，荷蘭足球運動員和經理。[92]
- 約翰·皮克林（John H. Pickering），89歲，美國律師。[93]
- 諾克斯·拉姆齊，79歲，美國橄欖球運動員（芝加哥紅雀隊、費城老鷹隊、華盛頓紅皮隊）。[94]

### 20日
- 羅尼·伯德，63歲，英國足球運動員（布拉德福德公園大道足球俱樂部，伯明罕城足球俱樂部）。[95]
- 泰德·布朗（Ted Brown），80歲，美國電臺名人，中風。
- 埃德蒙·克勞尼（Edmund Clowney），87歲，美國神學家、教育家和牧師。[96]
- 沃爾特·霍普斯（Walter Hopps），72歲，美國藝術品轉銷商和畫廊老闆。[97]
- 阿曼德·洛希科斯基（Armand Lohikoski），93歲，芬蘭電影導演和作家。
- 梅納德·傑克·拉姆齊，90歲，美國昆蟲學家，肺炎。[98]
- 沃爾特·路透（Walter Reuter），99歲，德國裔墨西哥攝影記者。

### 21日
- 弗雷德·布萊爾，98歲，美國共產主義政治家。
- 維科斯拉夫·格裡米奇，81歲，斯洛維尼亞羅馬天主教主教和神學家。
- 克萊門特·多明格斯·戈麥斯，58歲，西班牙反教皇，1978年自封為格裡高利十七世。
- 巴尼·馬丁，82歲，美國演員（《宋飛正傳》《製片人》《亞瑟》），肺癌。[99]
- 斯坦利·薩迪（Stanley Sadie），74歲，英國音樂學家和評論家，盧·賈里格病。[100]
- 鮑比·肖特（Bobby Short），80歲，美國歌舞表演歌手和鋼琴家，白血病。[101]

### 22日
- 弗農·卡林頓（Vernon Carrington），68歲，牙買加拉斯塔法里教徒，以色列十二部落的創始人。
- Gemini Ganesan，84歲，印度演員，多器官功能障礙綜合症。[102]
- 拉爾斯·萊羅（Lars Leiro），90歲，挪威中間黨政治家。
- 羅德·普萊斯（Rod Price），57歲，英國吉他手（Foghat），心臟病發作。[103]
- 丹下健三，91歲，日本建築師，心力衰竭。[104]

### 23日
- 里茲萬·奇蒂戈夫（Rizvan Chitigov），40歲，車臣叛軍戰地指揮官，K.I.A.
- 約翰·古德，72歲，英國足球運動員。[105]
- 納夫塔利·哈爾伯斯塔姆（Naftali Halberstam），74歲，波蘭裔美國大拉比（Bobover Hasidim）。
- 大衛·科索夫，85歲，英國演員，自由吉他手保羅·科索夫的父親，肝癌。[106]

### 24日
- Gilles Aillaud，76歲，法國畫家、佈景師和舞台設計師。[107]
- David P. Bushnell，91歲，美國企業家，非霍奇金淋巴瘤。[108]
- Mare Kandre，42歲，愛沙尼亞血統的瑞典作家，無意中服用過量處方藥。
- 雪麗·曼恩，67歲，美國游泳運動員和奧運獎牌得主。[109]
- 梅賽德斯·帕爾多，83歲，委內瑞拉畫家。

### 25日
- 威爾伯·霍華德·鄧肯（Wilbur Howard Duncan），94歲，美國植物學教授。[110]
- 哈桑·埃爾西菲，78歲，埃及電影導演、電影製片人和編劇。[111]
- 格雷格·加裡森（Greg Garrison），81歲，美國電視製片人和導演（《迪恩·馬丁秀》（The Dean Martin Show）、《你的表演秀》（Your Show of Shows），肺炎。
- 保羅·亨寧（Paul Henning），93歲，美國電視製片人（Beverly Hillbillies，Petticoat Junction，Green Acres）。[112]
- 大衛斯·麥考伊（Davis McCaughey），90歲，澳大利亞政治家，澳大利亞維多利亞州州長。[113]
- 肯·薩特爾（Ken Suttle），76歲，英國板球運動員。[114]

### 26日
- Achiam，89歲，以色列雕塑家。[115]
- 梅利哈特·阿傑蒂，69歲，科索沃女演員，心臟病發作。
- 大衛·布恩（David Boone），53歲，加拿大足球運動員，自殺。
- 埃納爾·布拉吉（Einar Bragi），83歲，冰島詩人和出版商。
- 詹姆斯·卡拉漢，92歲，英國政治家，首相（1976-1979），國會議員（1945-1987），肺炎。[116]
- 哈羅德·克魯斯（Harold Cruse），89歲，美國學術和社會評論家，心力衰竭。[117]
- 熱拉爾·菲利翁（Gérard Filion），95歲，加拿大商人和記者。
- 艾莉森·格林（Allison Green），93歲，美國政治家。[118]
- 比利·格萊姆斯（Billy Grimes），77歲，美國橄欖球運動員。[119]
- 保羅·海斯特（Paul Hester），46歲，澳大利亞鼓手（Crowded House，Split Enz），自殺。[120]
- 喬治安娜·西加·鐘斯（Georgeanna Seegar Jones），92歲，美國科學家和內分泌學家。[121]
- 克拉拉·盧奇科（Klara Luchko），79歲，蘇聯，俄羅斯和烏克蘭女演員，肺栓塞。
- 馬里烏斯·魯索，90歲，美國棒球投手（紐約洋基隊）。[122]
- 弗雷德里克·羅蒂米·威廉姆斯（Frederick Rotimi Williams），84歲，奈及利亞律師。

### 27日
- 威爾弗雷德·戈登·畢格羅（Wilfred Gordon Bigelow），91歲，加拿大心臟外科醫生和心力衰竭心臟手術先驅。[123]
- 格蘭特·約翰內森，83歲，美國古典鋼琴家和作曲家。[124]
- 里戈·托瓦爾（Rigo Tovar），58歲，墨西哥歌手和作曲家，糖尿病併發症。[125]
- 艾哈邁德·扎基（Ahmad Zaki），56歲，埃及演員，肺癌。[126]

### 28日
- 拉斐爾·巴爾迪尼（Raffaello Baldini），80歲，義大利作家和詩人。[127]
- 湯姆·貝維爾（Tom Bevill），84歲，美國政治家，來自阿拉巴馬州的前美國國會議員。
- 戴夫·弗里曼（Dave Freeman），82歲，英國編劇（本尼·希爾（Benny Hill），Carry On電影等）。[128]
- 赫爾曼·勞斯（Hermann Lause），66歲，德國電影演員，癌症。[129]
- 洛松齐·帕尔，85歲，匈牙利共產主義政治家，匈牙利國家元首（1967-1987）。
- 莫拉·林帕尼，89歲，英國古典鋼琴家。[130]
- 羅賓·斯普里，65歲，加拿大電影和電視製片人和編劇，交通事故。[131]

### 29日
- 約翰尼·科克倫（Johnnie Cochran），67歲，美國律師，為腦癌O.J.辛普森（O. J. Simpson）辯護。[132]
- 愛德華·海德（Edward D. Head），85歲，美國羅馬天主教主教，布法羅主教（1973-1995）。
- 豪厄爾·赫夫林，83歲，美國政治家，阿拉巴馬州參議員，心臟病發作。[133]
- Miltos Sachtouris，85歲，希臘詩人。[134]

### 30日
- 罗伯特·克里利（Robert Creeley），78歲，美國詩人，呼吸系統疾病併發症。[135]
- 埃米爾·季米特洛夫（Emil Dimitrov），64歲，保加利亞歌手和音樂家。
- 艾倫·鄧德斯（Alan Dundes），70歲，美國民俗學家和教師，心臟病發作。[136]
- 費利西塔斯·古德曼，91歲，美國語言學家和人類學家。
- 現年91歲的米爾頓·格林（Milton Green）是美國跨欄紀錄保持者，他抵制了納粹1936年夏季奧運會。
- 古爾哈爾·哈薩諾娃（Gulkhar Hasanova），86歲，亞塞拜然木卡姆歌劇歌手。
- 米奇·赫德伯格（Mitch Hedberg），37歲，美國喜劇演員，多次吸毒中毒。[137]
- 埃裡克·羅爾，伊普斯登男爵，97歲，英國經濟學家，公務員和銀行家。[138]
- 是松豐三郎，86歲，日裔美國民權領袖，呼吸系統疾病，呼吸衰竭。[139]
- 德里克·普盧爾德（Derrick Plourde），33歲，美國鼓手（Lagwagon，Ataris），自殺。
- O. V. Vijayan，74歲，印度作家和漫畫家。[140]

### 31日
- O. P. Jindal，74歲，印度政治家。
- Yeiki Kobashigawa，87歲，美國陸軍士兵，榮譽勳章獲得者。
- Stanley J. Korsmeyer，54歲，美國肺癌研究科學家。[141]
- 賈斯蒂尼亞諾·蒙塔諾（Justiniano Montano），99歲，菲律賓政治家和律師。
- 查理斯·帕爾默，85歲，英國板球運動員。[142]
- 弗蘭克·珀杜（Frank Perdue），84歲，美國家禽大亨。[143]
- Terri Schiavo，41歲，美國持續性植物人狀態患者。[144]